# Славова Оксана Дмитрівна
Оксана Дмитрівна Славова (27 жовтня 2001 р., Відень, Австрія) — австрійська художня гімнастка українського походження.

## Життєпис
Народилася 27 жовтня 2001 року у Відні. Батько — філолог Дмитро Миколайович Славов, мати — викладачка математики Тетяна Іванівна Славова (до шлюбу Бейко). Дід по материній лінії — математик  Іван Васильович Бейко. Тітка — колишня тенісистка, нині тренерка Талина Іванівна Бейко. Старший брат Вадим — колишній футболіст, інший старший брат Мирослав продовжує грати в професійному футболі. Двоюрідні сестри Марія Олегівна та Марта Олегівна Костюк — професійні тенісистки.  
У дитинстві займалася балетом. Завдяки двоюрідній сестрі Марії Костюк потрапила в художню гімнастику. У 2011—2012 рр. — чемпіонат Австрії серед юніорів.
У 2018 році брала участь у 36-му чемпіонаті світу з художньої гімнастики у складі збірної Австрії, яка посіла 26 місце серед 61 країн-учасниць. Славова посіла 96-е місце серед 161 учасниці.